# Der Rosenkavalier (1926)
Der Rosenkavalier ist eine im Jahr 1925 unter der Regie von Robert Wiene produzierte Verfilmung der gleichnamigen Oper Der Rosenkavalier von Richard Strauss (Musik) und Hugo von Hofmannsthal (Libretto). Die Uraufführung fand am 10. Januar 1926 in der Dresdner Semperoper, wo 15 Jahre zuvor auch die Opernvorlage ihre Premiere hatte, mit Orchester-Begleitung unter der Leitung des Komponisten statt.
Geplant war auch eine Tournee des Films mit Richard Strauss und einem Orchester durch die Vereinigten Staaten, was jedoch daran scheiterte, dass bereits 1927 die ersten Tonfilme aufkamen, was ein großes Opernorchester überflüssig machte.

## Produktion
Die Idee zu einer Verfilmung dieses Opernstückes stammte vom künstlerischen Leiter und Dramaturgen der Pan-Film, Louis Nerz.
Mit den Dreharbeiten wurde am 18. Juni 1925 im Schönbrunner Schlosstheater begonnen, die nach mehreren wetterbedingten Unterbrechungen bis Ende August dauerten. Weitere Drehorte befanden sich sowohl in Wien, als auch außerhalb, in Niederösterreich. Innenaufnahmen wurden im Filmatelier der Listo-Film gedreht. Die Produktion fiel zeitlich mitten in die ärgste Krise des österreichischen Stummfilms, dem zu dieser Zeit von billigen, aber qualitativ hochwertigen US-Produktionen schwere Konkurrenz gemacht wurde. Zahlreiche heimische Produktionsgesellschaften gingen zu dieser Zeit in Konkurs. Die Pan-Film war eine der wenigen großen Gesellschaften, die ihre Arbeiten noch fortsetzte. Sie landete mit diesem Film zwar ihren größten künstlerischen Erfolg, ging aber in weiterer Folge aufgrund des enormen Kostenaufwands für diese Produktion ebenfalls pleite.

### Darsteller
Neben dem bekannten Operndarsteller Michael Bohnen, der den Ochs von Lerchenau spielte, wirkte auch die französische Schauspielerin Huguette Duflos als Marschallin neben Paul Hartmann als Marschall in einer Hauptrolle. In Nebenrollen zu sehen waren Karl Forest, Riki Raab und nach eigener Aussage auch Fritz Eckhardt. Begleitet wurde das ganze von rund 10.000 Statisten.

### Musik
Die original für den Film zusammengestellte Instrumentalfassung der Strauss-Oper bearbeiteten Otto Singer und Carl Alwin. Sie fügten in die Partitur Strauss’ Couperin-Suite von 1923 und einen neu komponierten Marsch ein.
Damit die Musik mit den Szenen des Stummfilms zusammenpasste, hatte sich der Vorführer mit der Abspielgeschwindigkeit nach dem Orchester zu richten. Dieser Vorführer war Hans Androschin, der als Verantwortlicher für den Filmschnitt als einziger den genauen Filmablauf kannte. Bei weiteren Kinoaufführungen wurde das Orchester durch eine Schallplattenaufnahme der Filmmusik, ebenfalls von Richard Strauss dirigiert, ersetzt.

### Kamera
Für die Kameraaufnahmen waren mit Hans Theyer, Ludwig Schaschek und Hans Androschin gleich drei damals sehr bekannte und erfahrene Kameraleute engagiert.

### Ausstattung
Die zahlreichen und aufwändigen Rokokokostüme stammten von der Wiener Werkstätte für dekorative Kunst Ges.m.b.H. und die Perücken von Ludwig Rudolf.

## Nachwirkung
Nach der Restaurierung des Films und der Rekonstruktion des Filmfinales durch das Filmarchiv Austria wurde der Film für eine Fernsehaufzeichnung durch ZDF und Arte am 6. September 2006 am Ort seiner Uraufführung, der Semperoper in Dresden, wiederaufgeführt. Die musikalische Begleitung übernahm die Sächsische Staatskapelle Dresden, Dirigent war Frank Strobel.